# Legião Urbana
Legião Urbana foi uma banda brasileira de rock formada em 1982, em Brasília, por Renato Russo (vocais) e Marcelo Bonfá (bateria), que contou com Dado Villa-Lobos (guitarra) e Renato Rocha (baixo) em sua formação mais conhecida.
O grupo encerrou suas atividades onze dias após o falecimento de Renato Russo, ocorrido em 11 de outubro de 1996.
Conta com uma discografia composta de oito álbuns de estúdio, três álbuns ao vivo, duas coletâneas, um álbum de vídeo, 2 álbuns de tributo, 1 box set, e 23 singles.
Em 2010, a banda havia vendido 14 milhões de cópias (incluindo discos solo de Renato Russo), segundo informações da gravadora EMI cedidas ao jornal O Estado de S. Paulo. No mesmo ano, a revista Veja falava em quinze milhões de cópias (levando em conta a discografia da banda e os dois primeiros discos solo de Renato Russo, The Stonewall Celebration Concert e Equilíbrio Distante); a revista afirmou também na mesma ocasião que eles comercializavam uma média de 250 mil discos por ano. Em 2015, O Estado de S. Paulo afirmou que a banda vendeu 25 milhões de cópias em seus catorze anos de atividade. É o segundo grupo musical brasileiro que mais vendeu discos de catálogo no mundo, além de fazer parte do Quarteto Sagrado do rock brasileiro, ao lado das bandas Barão Vermelho, Os Paralamas do Sucesso e Titãs.
Entre outubro de 2015 e dezembro de 2016, Dado Villa-Lobos e Marcelo Bonfá, os dois integrantes remanescentes do grupo, apresentaram junto a André Frateschi nos vocais principais e diversos músicos convidados, a turnê Legião Urbana XXX Anos, que consistiu na comemoração dos trinta anos de seu primeiro álbum de estúdio. Devido à boa aceitação do público, o grupo resolveu retomar o projeto em 2018, desta vez executando o repertório do segundo e do terceiro álbuns do grupo, que continua até os dias atuais.

## História

### Fundação, início e antecedentes
A banda foi formada em agosto de 1982, pouco menos de um ano após o fim da banda Aborto Elétrico, desencadeado por atritos existentes entre os integrantes Renato Russo e Felipe Lemos. O primeiro desentendimento ocorreu durante uma execução ao vivo da canção "Veraneio Vascaína" (na ocasião, Renato errou a letra e levou uma baquetada em pleno show). O segundo atrito se deu quando Renato Russo apresentou "Química" em um ensaio do Aborto e Felipe Lemos criticou a canção com veemência.
O fim da banda foi oficializado no final de 1981, quando Renato Russo cortou pacificamente o seu vínculo com os colegas do grupo, com direito a uma última reunião poucos meses depois, motivada pela ausência de Ico Ouro Preto em uma apresentação.
Em seguida, Felipe e seu irmão Flávio Lemos (baixo), fundaram o Capital Inicial, contando também com Dinho Ouro Preto (voz) e Loro Jones (guitarra).
Para compor, Renato Russo teve inspiração em muitas bandas estrangeiras, como Joy Division, The Smiths, The Beatles, The Clash, The Cure, Ramones, Joni Mitchell, Gang of Four, Talking Heads, Sex Pistols, The Jesus and Mary Chain, Public Image Ltd, U2, Bob Dylan e nos trabalhos dos filósofos Bertrand Russell e Jean-Jacques Rousseau (dos quais, juntamente com o pintor Henri Rousseau, veio a inspiração para o seu sobrenome artístico).
O nome "Legião Urbana" deriva da frase “Urbana Legio Omnia Vincit” (Em Latim, "Legião Urbana a tudo vence"). A sentença é uma referência à frase do imperador romano Júlio César, “Romana Legio Omnia Vincit”, traduzida como “Legionários Romanos a tudo vencem”. O nome também veio pela ideia original de Renato Russo e Marcelo Bonfá na fundação do grupo de revezar guitarristas e tecladistas para completar o grupo. Ou seja, uma "legião" de músicos.
A primeira apresentação da Legião Urbana aconteceu em 5 de setembro de 1982, na cidade mineira de Patos de Minas, durante o festival Rock no Parque, que contou com outras oito atrações, entre elas o grupo musical Plebe Rude (banda afiliada e amiga da Legião). Este foi o único concerto em que a banda apareceu com a sua primeira formação: Renato Russo (Voz, Baixo), Marcelo Bonfá (Bateria), Paulo Paulista (Teclado) e Eduardo Paraná (Guitarra). Na verdade, a Cadoro Promoções — empresa responsável pela produção do festival — havia contratado o Aborto Elétrico e impresso centenas de cartazes com o nome da banda formada por Renato Russo, Felipe Lemos, Flávio Lemos, Ico Ouro-Preto e, anteriormente, André Pretorius. Mas como o grupo havia encerrado suas atividades, Renato convenceu o dono da produtora, Carlos Alberto Xaulim, a se apresentar com a banda que tinha acabado de formar com Marcelo Bonfá.
Após a apresentação, Paulo Paulista e Eduardo Paraná deixaram a Legião. O próximo guitarrista a participar do grupo seria Ico Ouro Preto (irmão de Dinho Ouro Preto e ex-integrante do Aborto Elétrico), mas, por negligência com o grupo, foi substituído por Dado Villa-Lobos, que assumiu o trabalho de guitarrista da Legião em março de 1983.
Brasília era ainda uma ilha cultural em relação ao resto do país. Até 1978, a história curta da nova capital não lhe atribuíra ainda nenhum momento particularmente brilhante nas artes, até porque não havia sido formada a primeira geração de artistas brasilienses. Estes estavam surgindo, justamente ali, com a cara que aquelas duas primeiras décadas tinha tido na cidade. "Química" era um dos hinos do Aborto Elétrico e foi a primeira canção da chamada Turma da Colina a ser gravada em fonograma e lançada em LP e K7 por todo o país. Herbert Vianna (que já havia gravado seu primeiro LP com Os Paralamas do Sucesso pela gravadora britânica EMI) apresentou a Jorge Davidson, agente da gravadora, uma fita cassete com gravações de Renato Russo (correspondentes ao álbum solo O Trovador Solitário), o que interessou ao diretor artístico.
A Legião Urbana foi chamada no final do ano de 1983 para gravar três demos, incluindo "Geração Coca-Cola" e "Ainda É Cedo". Logo de início, o som feito pela banda não agradou aos executivos da EMI, que esperavam canções mais próximas ao folk, pois a fita apresentada ao Jorge por Herbert Vianna foi do período em que Renato Russo estava tocando e cantando sozinho (fase esta chamada de O Trovador Solitário). Foi então que o produtor Mayrton Bahia surgiu para intermediar a relação entre a banda e a EMI e favorecer a chegada do grupo à gravadora. Jorge Davidson viria a assinar um contrato com a banda em fevereiro de 1984.

### O sucesso
No ano de 1984, alguns meses após o Legião assinar um contrato com a EMI, entra, por indicação de Marcelo Bonfá e, neste mesmo ano, o baixista Renato Rocha. Em outubro de 1984, começou a gravação de seu primeiro álbum de estúdio.

### Legião Urbana
Legião Urbana, lançado em 2 de janeiro de 1985, possui um forte engajamento político-social, com letras que fazem críticas contundentes a diversos aspectos da sociedade brasileira. Paralelo a isso, possui algumas canções de amor que foram marcantes na história da música brasileira, como "Será", "Ainda É Cedo" e "Por Enquanto" - esta última que é considerada como "a melhor faixa de encerramento de um disco", segundo Arthur Dapieve, crítico e amigo de Renato Russo. "Geração Coca-Cola" é outra canção famosa deste álbum, pois assumia a voz daqueles que tinham crescido sob o regime militar, chamando-os de “Geração Coca-Cola”. Todas as quatro canções já citadas foram, juntamente a "Soldados", promovidas como singles.
A Legião Urbana começou a ganhar notoriedade seis meses após o lançamento do álbum, acelerando o andamento da música jovem brasileira. De toda a geração emergida no "boom" do rock nacional naquela década, a Legião Urbana foi particularmente a mais aclamada por público e crítica. Apesar das letras consideradas sérias, por outro lado, o discurso não caía para a facilidade do tom panfletário.

### Dois
Em 1986 foi lançado o segundo álbum do grupo, Dois. Um estilo mais próximo do folk com letras mais líricas. Se o primeiro trabalho tinha toda uma urgência pós-punk, Dois era um contraponto; a visão complementar de um trovador que já não era mais solitário. A intenção era que o disco fosse duplo sob o nome de Mitologia E Intuição, mas o projeto foi negado pela gravadora, obrigando que o disco fosse simples. "Daniel Na Cova Dos Leões" abre o disco e no início da gravação, ouve-se uma introdução de um rádio mal-sintonizado tocando um trecho de "Será" e alguns trechos do hino da Internacional Socialista. Este álbum é o segundo mais vendido da banda, com mais de 1,8 milhão de cópias (Ver Discografia). "Tempo Perdido", seu primeiro single, fez um grande sucesso e se tornou um dos clássicos da Legião. "Eduardo e Mônica", "Índios" e "Quase Sem Querer" também foram promovidos como singles.

### Que País É Este
Em 1987 foi lançado o terceiro álbum do grupo, Que País É Este. O sucesso de Dois fez com que a gravadora pressionasse muito a banda para o lançamento de um novo álbum, sem que houvesse repertório novo para isso. Das nove faixas de Que País É Este, apenas duas foram compostas depois do álbum "Dois" - estas, justamente as duas últimas: Angra dos Reis (em menção à construção de uma usina nuclear na cidade fluminense de mesmo nome) e Mais do Mesmo. A canção Que País É Este foi escrita em 1978, na época em que Renato tinha apenas 18 anos e estava começando seu projeto com o Aborto Elétrico. Faroeste Caboclo, por sua vez, foi composta em 1979, mas nunca foi apresentada para o Aborto Elétrico. Esta, com mais de nove minutos de duração, possui 168 versos sem refrão e conta a história do nordestino João de Santo Cristo. Renato a considerava sua Hurricane (canção de Bob Dylan sobre boxeador que passou anos injustamente atrás das grades), além de se basear inicialmente como um repente com similaridades com as canções de Raul Seixas e com "Domingo No Parque", canção composta por Gilberto Gil.

### Show no Estádio Mané Garrincha e afastamento dos palcos

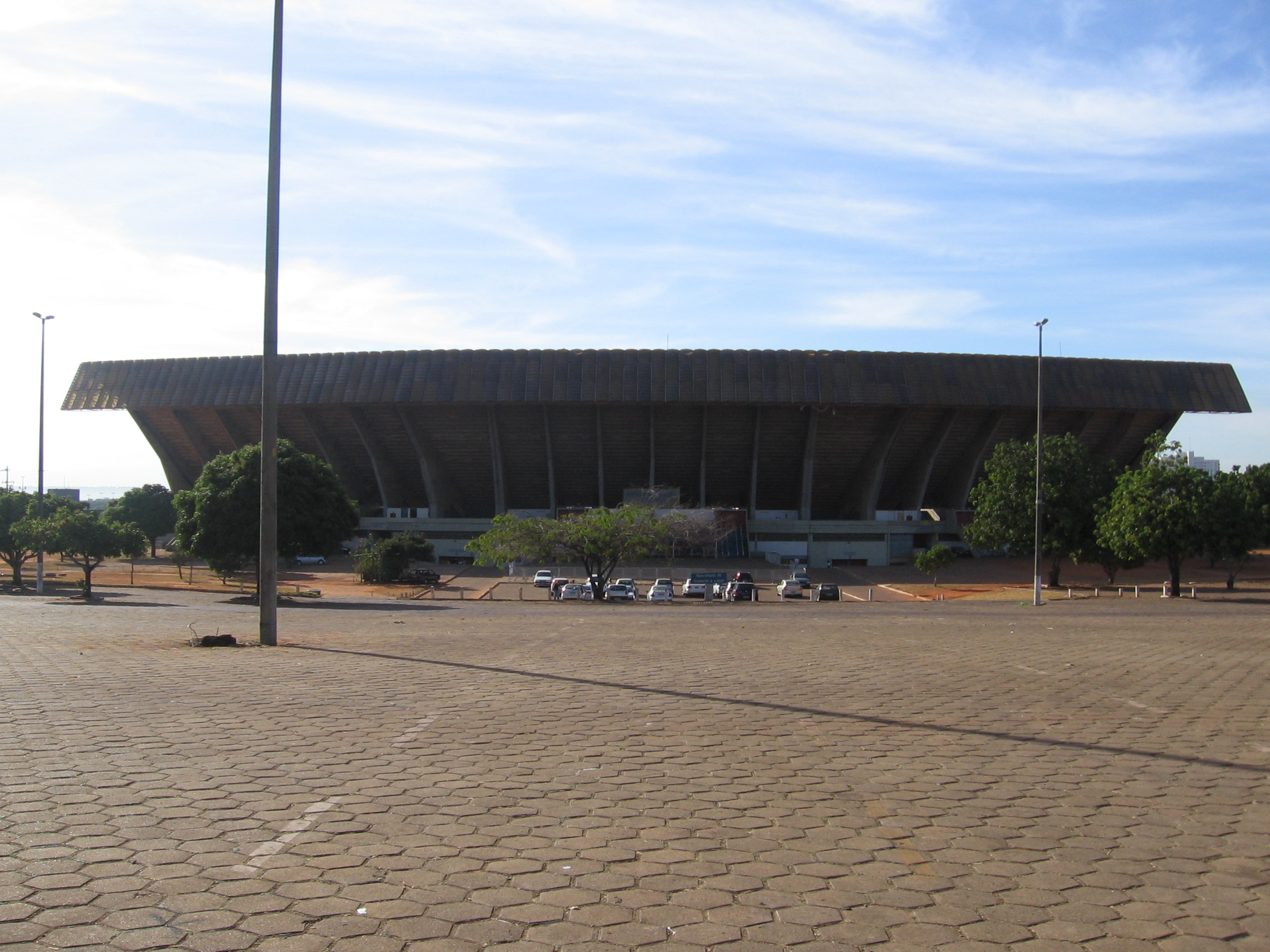
Antigo Estádio Mané Garrincha, local de uma série de graves incidentes que marcaram um novo rumo à Legião Urbana.

Por conta de incidentes nos shows, causados muitas vezes pelos fãs, além das complicações internas, em especial com Renato Russo, as turnês do grupo nunca foram longas. Os integrantes da banda se sentiam desgastados física e emocionalmente, principalmente Renato, por ser o líder em quem os fãs depositavam suas expectativas.
Mesmo com toda a expectativa e preparação especialmente de Renato, que acreditava que este seria o show de sua vida, a apresentação que marcava o retorno da banda a Brasília, em 18 de junho de 1988, no Estádio Mané Garrincha, acabou em tragédia. Antes do início, falhas na organização e na atuação da polícia causaram tumulto no lado de fora, atrasando a entrada do público, de mais de 50 mil pessoas, e o início do show em mais de uma hora, enquanto pessoas ainda aguardavam na fila para entrar. Com a tensão no ar, uma série de confusões se sucederam. Violência policial, discursos inflamados, bombas caseiras, e a invasão do palco por um fã alucinado que se agarrou violentamente a Renato. O cenário de caos terminou com a suspensão da apresentação e mais confusão. Cerca de 63 pessoas foram presas, mais de 230 ficaram feridas, e uma onda de ódio à banda como resultado. Paredes em torno do estádio e próximas a casa da mãe de Renato Russo amanheceram pichadas com palavras de ordem contra a banda. A turnê foi suspensa e, a partir dali, a Legião nunca mais tocou em sua cidade natal, e se voltou ainda mais aos estúdios.

### As Quatro Estações
O álbum As Quatro Estações, do ano de 1989, levou um ano para ser lançado (o preparo começou em agosto de 1988 e o resultado foi publicado em 30 de outubro de 1989). Por conta de toda a meticulosidade dos arranjos e letras construídos ao decorrer deste tempo, o álbum é considerado por fãs o melhor e mais inspirado trabalho do grupo, e inclusive pelos próprios Dado Villa-Lobos e Renato Russo (que, segundo sua entrevista para a MTV em maio de 1994, passou a considerar o álbum seguinte, "V", o melhor do Legião até então). De todas as 11 canções do disco, apenas "1965 (Duas Tribos)" e "Maurício" não foram promovidas como singles. É o álbum mais vendido da Legião, com mais de 2,6 milhões de cópias.
O baixista Renato Rocha tocou com os demais integrantes nos três primeiros álbuns de estúdio do grupo e chegou a gravar algumas linhas de baixo deste álbum. Porém, foi expulso do grupo em fevereiro de 1989 por falta de compromisso durante as gravações do álbum. As linhas de baixo originalmente gravadas por Rocha foram descartadas, e novas linhas foram criadas e gravadas tanto por Renato quanto por Dado. A canção "Feedback Song For A Dying Friend" foi composta em homenagem a Robert Mapplethorpe, um fotógrafo estadunidense morto em decorrência de AIDS. Muitos fãs e o próprio vocalista, também associaram a canção à Cazuza, que, antes de Renato descobrir ser portador da doença, já tinha anunciado ser soropositivo. Uma das canções mais tocadas, "Pais E Filhos", fala sobre o suicídio de uma menina jovem.

### V
Lançado em novembro de 1991, V é considerado o disco mais melancólico da banda. Renato estava em um momento complicado de sua vida, por conta da descoberta de que era soropositivo um ano e meio antes; problemas no relacionamento com seu namorado, Robert Scott Hickman; e o seu problema com o alcoolismo. Também houve muita influência do então Governo Collor, que teve muito destaque com o bloqueio da poupança de todos os brasileiros. O álbum apresenta um estilo bem atípico do grupo. "Metal Contra As Nuvens" - a canção mais longa, com total de exatamente 11 minutos e 24 segundos de duração. "A Montanha Mágica" também se destacou por se tratar da dependência química de Renato. Somente "O Teatro Dos Vampiros", "Vento No Litoral" e "O Mundo Anda Tão Complicado" foram promovidas como singles. O disco teve vendagens muito fracas se comparado principalmente ao disco anterior, não chegando nem a 500 mil cópias vendidas.

### O Descobrimento do Brasile projetos solo
O álbum O Descobrimento do Brasil (1993) foi lançado na época em que Renato Russo tinha iniciado o tratamento para livrar-se da dependência química e mostrava-se otimista quanto ao seu sucesso. O álbum é dedicado ao músico Tavinho Fialho, baixista que acompanhara a banda na turnê do álbum anterior, e morrera em um acidente. Desta forma, O Descobrimento é um álbum com fortes notas de esperança, mas permeado por tristeza e saudosismo. Ainda assim, é considerado por muitos o álbum mais "alegre" e delicado da Legião Urbana. O art rock passa a ser muito experimentado no disco, em comunhão com o rock alternativo.
"Perfeição", única canção de crítica político-social do disco, com fortes traços de pessimismo; "Giz", canção a qual os integrantes do grupo mais se sentem felizes de terem feito, que contém diversas referências à infância; e "Vinte e Nove", que faz referência ao ciclo de 29 anos de Saturno, como um recomeço para Renato, foram as canções de maior sucesso.
1993 também marcou o início do envolvimento dos membros em projetos solo. Dado se juntou ao baixista da Plebe Rude, André X, para fundar a RockIt!, uma gravadora independente que revelava artistas novos. Marcelo passou a realizar trabalhos de computação gráfica e Renato planejou seu primeiro disco solo, The Stonewall Celebration Concert, que sairia no ano seguinte.

### A Tempestade, morte de Renato Russo e fim da banda

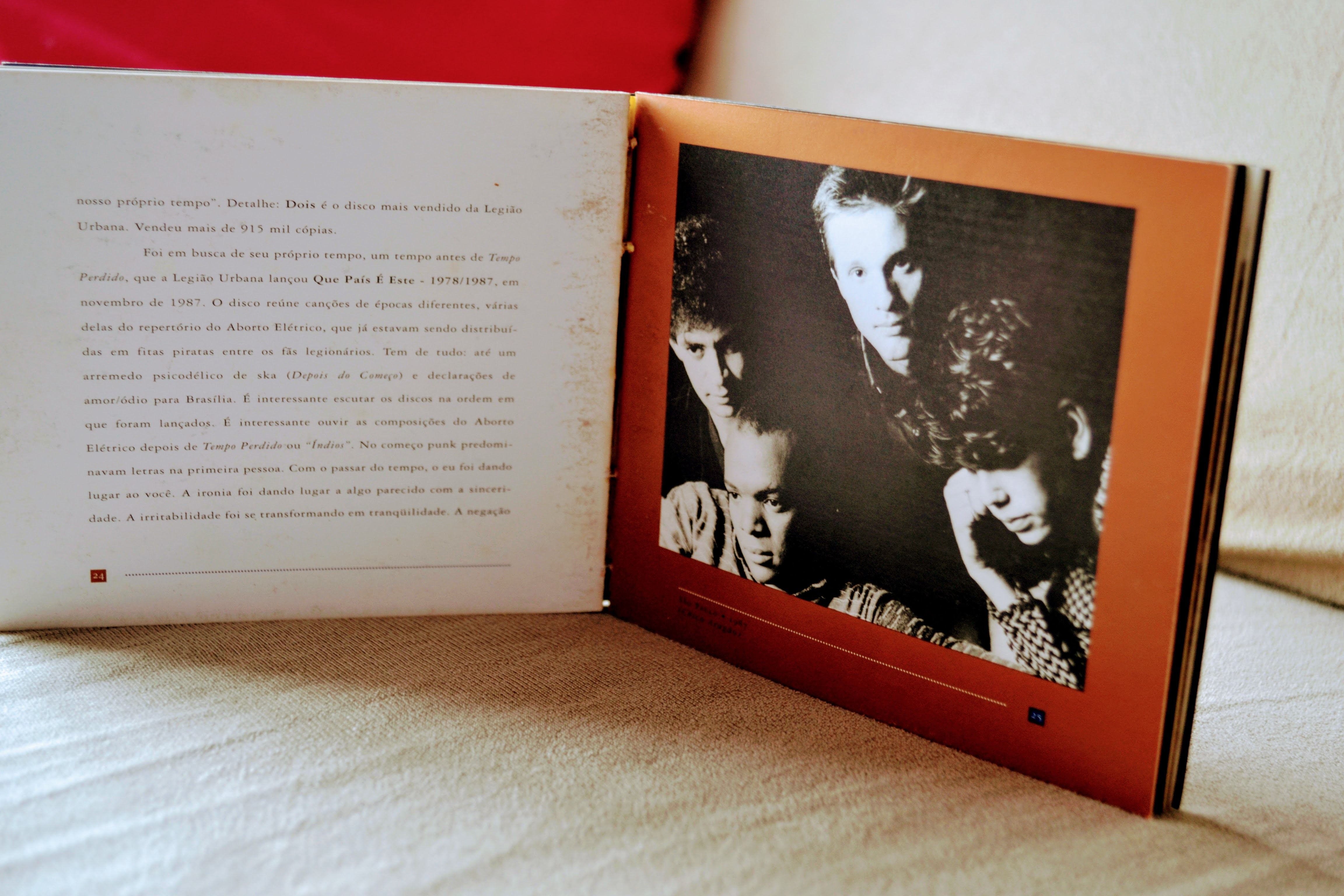
Livreto pertencente à lata "Por Enquanto (1984 - 1995)".

A última apresentação da Legião Urbana aconteceu em 14 de janeiro de 1995, na casa de apresentações Reggae Night em Santos, litoral do estado de São Paulo. No mesmo ano, todos os discos de estúdio da banda até 1993 foram remasterizados no Abbey Road Studios, em Londres, conhecido mundialmente pelas suas gravações para o grupo musical The Beatles; e lançados em uma lata, intitulada "Por Enquanto (1984 - 1995)". A lata também incluía um pequeno livro, com um texto escrito pelo antropólogo Hermano Vianna, irmão do músico Herbert Vianna.
A Tempestade ou O Livro dos Dias, lançado em 20 de setembro de 1996, foi o último álbum da banda publicado com Renato Russo em vida. O mesmo foi marcado por canções muito introspectivas e depressivas, alternando entre as sonoridades pesadas de "Natália" e "Dezesseis", o lirismo de "L'Avventura" e "O Livro Dos Dias", o experimentalismo de "Música Ambiente", ao sofrimento de "Aloha" e "Esperando Por Mim" e à leveza de "Soul Parsifal" e "1º De Julho" (canção composta especialmente para a intérprete Cássia Eller, que a lançou em primeira mão em 1994). As letras, em geral, abordam temas como solidão, passado, amor, depressão, soropositividade, intolerância e injustiça, dito como um disco "melodramático" e de alma triste. "A Via Láctea" e "Dezesseis" foram seus principais singles.
Algumas canções do disco sugerem uma despedida antecipada, como diz o trecho "e quando eu for embora, não, não chore por mim", da canção "Música Ambiente". As fotos do encarte foram tiradas próximas à época do lançamento, exceto a de Renato, que foi aproveitada da sessão de fotos do seu álbum solo Equilíbrio Distante (1995), já que o cantor, bastante debilitado, se recusou a ser fotografado para o disco. O álbum A Tempestade foi lançado inicialmente na época com capa de papel e anos depois relançado com capa de plástico. A foto de Dado Villa-Lobos é diferente entre estas duas versões. Com exceção de "A Via Láctea", as demais faixas do álbum possuem apenas a voz-guia de Renato, que não conseguiu gravar as vozes definitivas. As vozes-guia foram gravadas no início das gravações do álbum, visto que Renato estava perdendo sua capacidade vocal. Também não foram incluídas as frases "Urbana Legio Omnia Vincit" e "Ouça no Volume Máximo", presentes nos discos do grupo. Em seu lugar, uma frase do escritor modernista brasileiro Oswald de Andrade: "O Brasil é uma República Federativa cheia de árvores e gente dizendo adeus". O fim oficial da banda foi anunciado em 22 de outubro de 1996, onze dias após a morte de Renato Russo. Ele morreu 21 dias após o lançamento de A Tempestade, no dia 11 de outubro de 1996. Em 11 dias depois, em 22 de outubro, Dado, Marcelo e o diretor artístico da EMI Music, João Augusto, anunciaram o fim das atividades do grupo que, por contrato, ainda devia três títulos à gravadora. Dado e Marcelo seguiram suas carreiras e lançaram discos solo nos anos seguintes.
Por conta de um processo de recuperação judicial do grupo iniciado em 1985 (pelo qual um oportunista registrou a marca do grupo antes de seus integrantes), quando o processo foi concluído, em 1991, o poder da marca Legião Urbana teria que ser centralizado em apenas um integrante, cujo escolhido foi Renato Russo. Um mês depois da morte dele, Dado Villa-Lobos e Marcelo Bonfá receberam uma ligação movida pelos pais de Renato, através da qual foi anunciado que os dois perderam o direito de dizerem publicamente que participaram da Legião Urbana. Este direito foi recuperado permanentemente em 27 de março de 2015, dia em que Renato completaria a idade de 55 anos.

## Posteriormente

### Uma Outra Estação
Em 1997 foi lançado Uma Outra Estação, último álbum de estúdio do grupo e o primeiro póstumo. A ideia original era de que A Tempestade fosse um álbum duplo. Porém, visto que o custo de venda e produção seria muito alto, a ideia foi descartada pelos integrantes do grupo e o material não lançado foi retrabalhado e lançado neste álbum. Canções como "Clarisse" ficaram de fora do álbum anterior por desejo do próprio Renato, que a considerava muito pesada. A letra de "Sagrado Coração" consta no encarte, porém, Renato não conseguiu gravá-la porque já estava muito debilitado. O álbum conta com participações como Renato Rocha, ex-baixista da Legião e Bi Ribeiro, baixista dos Paralamas do Sucesso. "Antes das Seis" e "As Flores do Mal" foram seus principais singles. O produtor musical vencedor do Grammy Latino, Tom Capone, trabalhou como coprodutor do álbum e gravou guitarras e efeitos.

### Acústico MTV: Legião Urbana
Em 1992, a banda participou da segunda gravação da série Acústico MTV, da MTV Brasil. O show, gravado no dia 28 de janeiro de 1992, foi lançado em outubro de 1999 e impulsionado por canções como "Hoje a Noite Não Tem Luar", versão brasileira de "Hoy Me Voy Para México", do Menudo, além de releituras de Neil Young, The Jesus And Mary Chain e Joni Mitchell.

### Tributos
Em 5 de setembro de 2009, após rumores sobre um possível retorno às atividades, a família Manfredini, Dado Villa-Lobos, Marcelo Bonfá e a gravadora EMI, alegam que eram infundadas as informações sobre o retorno da banda, esclarecendo que "uma possível volta da banda Legião Urbana é falsa. Não existe possibilidade alguma de uma volta da banda Legião Urbana". Quinze dias após o desmentido, Dado Villa-Lobos e Marcelo Bonfá fizeram uma participação especial em um concerto do festival Porão do Rock, em Brasília. Em 2011, Dado e Bonfá conduziram, juntamente com a Orquestra Sinfônica Brasileira, um tributo à Legião Urbana durante o Rock in Rio 4. O concerto contou com convidados que cantaram alguns sucessos da banda (entre eles, Rogério Flausino, Pitty e Herbert Vianna), além de um medley especial feito pela Orquestra Sinfônica Brasileira com trechos de canções do grupo. No ano seguinte, a MTV Brasil organizou um novo tributo para a série MTV Ao Vivo, em São Paulo, pelos trinta anos de início das atividades do grupo. A homenagem teve a participação do ator e diretor Wagner Moura como vocalista principal, além de participações dos músicos Fernando Catatau e Clayton Martin (Cidadão Instigado), Bi Ribeiro (Os Paralamas do Sucesso) e Andy Gill (Gang of Four), este último guitarrista de uma das maiores influências da Legião.

### Legião Urbana XXX Anos
Ao recuperarem permanentemente seus direitos de dizer publicamente que participaram do Legião Urbana em 27 de março de 2015, o guitarrista Dado Villa-Lobos e o baterista Marcelo Bonfá usaram o nome Legião Urbana algumas vezes. A primeira vez foi na gravação do especial "Rock In Rio 30 Anos", uma compilação de vários artistas do rock brasileiro interpretando clássicos de colegas de cena e de influências brasileiras. Dado e Bonfá gravaram, acompanhados de Lucas Vasconcellos (guitarra solo) e Mauro Berman (contrabaixo elétrico), versões para "Toda Forma de Poder", dos Engenheiros do Hawaii e "Por Você", do Barão Vermelho. Posteriormente, os mesmos músicos citados se uniram a Roberto Pollo (teclados) e André Frateschi (vocal) com o projeto Legião Urbana XXX Anos, que consistiu em uma série de shows para comemorar os pouco mais de 30 anos do lançamento do primeiro disco, reunindo o repertório integral do mesmo e sucessos dos demais álbuns do grupo. Devido a mal-entendidos, Dado e Bonfá esclareceram que o projeto não era uma volta permanente da banda Legião Urbana. A primeira apresentação foi em 23 de outubro na cidade de Santos, SP.
Dado e Bonfá também lançaram um box especial do primeiro álbum do grupo, incluindo a remasterização do Legião Urbana, um disco de gravações extras e um encarte de curiosidades e documentos do grupo. O box contém as faixas "Será", "Geração Coca-Cola" e "Soldados", além de sobras de estúdio e versões que o Legião tocou para mostrar à gravadora no início da carreira. Dado e Bonfá tiveram um grande problema com a faixa "1977", gravada e nunca lançada devido à insatisfação de Renato Russo com o resultado. A canção serviu de base para duas composições de Renato Russo, "Fábrica" e "Tempo Perdido". Quando o box estava pronto para lançamento, Dado e Bonfá foram comunicados de que a canção pertencia à Renato Russo com 75% dos direitos e à Legião Urbana Produções Artísticas (em posse do seu filho, Giuliano Manfredini) com 25%, não podendo estar no box sob os seus créditos verídicos (Renato Russo / Dado Villa-Lobos / Marcelo Bonfá). Eles apresentaram um documento oficializado pelo Departamento de Censura de Diversões Públicas (DCDP) do Governo Federal, provando a veracidade dos créditos informados. Ainda assim, descobriram que 1977 foi registrada por Giuliano em 2004 no ECAD. Devido a esse novo impasse, o box foi lançado sem a faixa "1977" em março de 2016.
A turnê Legião Urbana XXX Anos, segundo o Facebook oficial da mesma, contou com um total de pouco menos de 100 shows feitos nas 5 regiões do Brasil. O último show da turnê foi em 30 de dezembro de 2016, na cidade de Caraguatatuba. Houve outros dois shows do projeto em 2018: o primeiro no dia 19 de maio, no Campus Festival em João Pessoa, e o segundo no dia 20 de maio, na Virada Cultural de São Paulo.
Devido ao grande sucesso de crítica e pedidos dos fãs, a Legião Urbana XXX Anos retornou em setembro de 2018 com uma nova turnê, desta vez para apresentar o segundo e terceiro álbuns de estúdio da banda. A turnê iniciou em 6 de setembro na cidade de Miami e depois voltou ao Brasil para uma série de shows pelo país inteiro.

## Acusações de plágio
Controvérsias apareceram de que a canção "Que País É Este" seria plágio de uma canção da banda de punk rock estadunidense Ramones chamada "I Don't Care", notada por muitos fãs e especialistas pela semelhança dos arranjos e melodia (ou riff). Ao ser questionado sobre, o vocalista da banda e compositor da canção, Renato Russo ironizou respondendo e citando a tradução do nome da canção da banda estadunidense: "Eu não ligo!". Logo depois, o mesmo confirmou que se inspirou na canção dos Ramones. O fato, segundo os mesmos fãs e especialistas, não teria chegado ao conhecimento dos Ramones.
Outro caso de plágio, dessa vez assumido, do Legião Urbana foi da letra do duo inglês Soft Cell. "Take your hands off me / I don't belong to you", trecho da canção "Say Hello, Wave Goodbye", foi traduzido para o primeiro verso de "Será", principal single do primeiro álbum da banda de Brasília. Renato Russo disse que realmente se "inspirou" nas palavras do Soft Cell para o trecho "Tire suas mãos de mim / Eu não pertenço a você".
Outra canção que supostamente a Legião teria plagiado, foi a versão do grupo escocês The Cartoons para “Love Is The Drug”, do Roxy Music, para criar a sua célebre canção “Ainda É Cedo”. Outros alegam que a canção seria plágio de "A Means To An End", da banda Joy Division.

## Filmografia
Três filmes relacionados à banda foram lançados nos cinemas brasileiros, em circuito nacional.
Somos Tão Jovens, de Antônio Carlos da Fontoura, com roteiro de Marcos Bernstein e trilha sonora original de Carlos Trilha, retrata a adolescência de Renato Russo (interpretado pelo ator Thiago Mendonça) e o início de seu interesse pela música, abordando a criação e extinção do Aborto Elétrico e também sua fase como O Trovador Solitário e os dois primeiros anos da Legião Urbana. Distribuído pelas empresas Imagem Filmes e Fox Film Brasil, estreou nos cinemas no dia 3 de maio de 2013.
Pouco depois, em 30 de maio, foi lançado Faroeste Caboclo, adaptação da canção homônima de Renato, dirigida por René Sampaio e com roteiro de Victor Atherino e Marcos Bernstein a partir da letra original, e com distribuição da Europa Filmes. No elenco, atuaram Fabrício Boliveira (João de Santo Cristo), Ísis Valverde (Maria Lúcia), Felipe Abib (Jeremias) e César Troncoso (Pablo).
Em julho de 2018, começaram as gravações para a adaptação cinematográfica de "Eduardo e Mônica". O filme trará Gabriel Leone como Eduardo e Alice Braga como Mônica. A previsão era de que o longa estreasse nos cinemas brasileiros em abril de 2020. Porém, foi adiado por conta da pandemia de COVID-19 ocorrida naquele momento.

## Integrantes

### Última formação
- Renato Russo: vocal, teclados, violão, baixo (1982–1996)
- Dado Villa-Lobos: guitarra, violão, baixo (1983–1996)
- Marcelo Bonfá: bateria, percussão, rhythm track (1982–1996)

### Ex-integrantes
- Eduardo Paraná: guitarra (1982)
- Paulo Paulista: teclados (1982)
- Ico Ouro Preto: guitarra (1982–1983)
- Renato Rocha: baixo (1984–1989; morreu em 2015)

## Discografia
- Legião Urbana (1985)
- Dois (1986)
- Que País É Este 1978/1987 (1987)
- As Quatro Estações (1989)
- V (1991)
- O Descobrimento Do Brasil (1993)
- A Tempestade ou O Livro dos Dias (1996)
- Uma Outra Estação (1997)

## Turnês
- Que País É Este (1987-1988)
- As Quatro Estações (1990)
- V (1992)
- O Descobrimento do Brasil (1994=1995)
- Legião Urbana XXX Anos (2015-2016) (com, André Frateschi  nos vocais)
- Dois + Que País É Este (2018-2019) (com, André Frateschi  nos vocais)
- As V Estações (2023-2024) (com, André Frateschi  nos vocais)

## Prêmios e indicações
| Prêmio          | Ano  | Categoria                              | Indicado(s)                        | Resultado     | Ref.            |
| --------------- | ---- | -------------------------------------- | ---------------------------------- | ------------- | --------------- |
| Grammy Latino   | 2000 | Melhor Álbum Brasileiro de Rock        | Acústico MTV                       | Indicado      | [ 88 ]          |
| Prêmio Bizz     | 1986 | Melhor Grupo Nacional (leitores)       | Legião Urbana                      | 4º lugar      | [ 89 ] [ 90 ]   |
| Prêmio Bizz     | 1986 | Melhor Grupo Nacional (crítica)        | Legião Urbana                      | Venceu        | [ 89 ] [ 90 ]   |
| Prêmio Bizz     | 1986 | Melhor LP Nacional (leitores)          | Legião Urbana                      | 3º lugar      | [ 89 ] [ 90 ]   |
| Prêmio Bizz     | 1986 | Melhor LP Nacional (crítica)           | Legião Urbana                      | Venceu        | [ 89 ] [ 90 ]   |
| Prêmio Bizz     | 1986 | Melhor Música Nacional (leitores)      | "Será"                             | Venceu        | [ 89 ] [ 90 ]   |
| Prêmio Bizz     | 1986 | Melhor Vocalista Nacional (leitores)   | Renato Russo                       | Venceu        | [ 89 ] [ 90 ]   |
| Prêmio Bizz     | 1986 | Melhor Vocalista Nacional (crítica)    | Renato Russo                       | Venceu        | [ 89 ] [ 90 ]   |
| Prêmio Bizz     | 1987 | Melhor Grupo Nacional (leitores)       | Legião Urbana                      | Venceu        | [ 91 ] [ 92 ]   |
| Prêmio Bizz     | 1987 | Melhor Grupo Nacional (crítica)        | Legião Urbana                      | Venceu        | [ 91 ] [ 92 ]   |
| Prêmio Bizz     | 1987 | Melhor LP Nacional (leitores)          | Dois                               | Venceu        | [ 91 ] [ 92 ]   |
| Prêmio Bizz     | 1987 | Melhor LP Nacional (crítica)           | Dois                               | 2º lugar      | [ 91 ] [ 92 ]   |
| Prêmio Bizz     | 1987 | Melhor Vocalista (leitores)            | Renato Russo                       | 2º lugar      | [ 91 ] [ 92 ]   |
| Prêmio Bizz     | 1987 | Melhor Vocalista Nacional (crítica)    | Renato Russo                       | Venceu        | [ 91 ] [ 92 ]   |
| Prêmio Bizz     | 1988 | Melhor Grupo Nacional (leitores)       | Legião Urbana                      | 2º lugar      | [ 93 ] [ 94 ]   |
| Prêmio Bizz     | 1988 | Melhor Grupo Nacional (crítica)        | Legião Urbana                      | 3º lugar      | [ 93 ] [ 94 ]   |
| Prêmio Bizz     | 1988 | Melhor LP Nacional (leitores)          | Que País É Este 1978/1987          | 2º lugar      | [ 93 ] [ 94 ]   |
| Prêmio Bizz     | 1988 | Melhor LP Nacional (crítica)           | Que País É Este 1978/1987          | 5º lugar      | [ 93 ] [ 94 ]   |
| Prêmio Bizz     | 1988 | Melhor Música Nacional (leitores)      | "Que País É Este"                  | Venceu        | [ 93 ] [ 94 ]   |
| Prêmio Bizz     | 1988 | Melhor Música Nacional (crítica)       | "Faroeste Caboclo"                 | Venceu        | [ 93 ] [ 94 ]   |
| Prêmio Bizz     | 1988 | Melhor Música Nacional (crítica)       | "Conexão Amazônica"                | 5º/6º lugar   | [ 93 ] [ 94 ]   |
| Prêmio Bizz     | 1988 | Melhor Vocalista Nacional (leitores)   | Renato Russo                       | Venceu        | [ 93 ] [ 94 ]   |
| Prêmio Bizz     | 1988 | Melhor Vocalista Nacional (crítica)    | Renato Russo                       | Venceu        | [ 93 ] [ 94 ]   |
| Prêmio Bizz     | 1988 | Melhor Letrista Nacional (leitores)    | Renato Russo                       | Venceu        |                 |
| Prêmio Bizz     | 1988 | Melhor Letrista Nacional (crítica)     | Renato Russo                       | Venceu        |                 |
| Prêmio Bizz     | 1989 | Melhor Grupo Nacional (leitores)       | Legião Urbana                      | 2º lugar      | [ 95 ] [ 96 ]   |
| Prêmio Bizz     | 1989 | Melhor Grupo Nacional (crítica)        | Legião Urbana                      | 5º lugar      | [ 95 ] [ 96 ]   |
| Prêmio Bizz     | 1989 | Melhor Música Nacional (leitores)      | "Faroeste Caboclo"                 | Venceu        | [ 95 ] [ 96 ]   |
| Prêmio Bizz     | 1989 | Melhor Vocalista Nacional (leitores)   | Renato Russo                       | Venceu        | [ 95 ] [ 96 ]   |
| Prêmio Bizz     | 1989 | Melhor Vocalista Nacional (crítica)    | Renato Russo                       | 3º lugar      |                 |
| Prêmio Bizz     | 1989 | Melhor Show Nacional (leitores)        | Legião Urbana                      | 2º lugar      |                 |
| Prêmio Bizz     | 1990 | Melhor Grupo Nacional (leitores)       | Legião Urbana                      | 2º lugar      | [ 97 ] [ 98 ]   |
| Prêmio Bizz     | 1990 | Melhor Grupo Nacional (crítica)        | Legião Urbana                      | 4º lugar      | [ 97 ] [ 98 ]   |
| Prêmio Bizz     | 1990 | Melhor LP Nacional (leitores)          | As Quatro Estações                 | 2º lugar      | [ 97 ] [ 98 ]   |
| Prêmio Bizz     | 1990 | Melhor LP Nacional (crítica)           | As Quatro Estações                 | 7º/8º lugar   | [ 97 ] [ 98 ]   |
| Prêmio Bizz     | 1990 | Melhor Música Nacional (leitores)      | "Há Tempos"                        | Venceu        | [ 97 ] [ 98 ]   |
| Prêmio Bizz     | 1990 | Melhor Música Nacional (crítica)       | "Feedback Song for a Dying Friend" | 7º lugar      | [ 97 ] [ 98 ]   |
| Prêmio Bizz     | 1990 | Melhor Música Nacional (crítica)       | "Eu Era um Lobisomem Juvenil"      | 8º/9º lugar   | [ 97 ] [ 98 ]   |
| Prêmio Bizz     | 1990 | Melhor Vocalista Nacional (leitores)   | Renato Russo                       | Venceu        | [ 97 ] [ 98 ]   |
| Prêmio Bizz     | 1990 | Melhor Vocalista Nacional (crítica)    | Renato Russo                       | Venceu        | [ 97 ] [ 98 ]   |
| Prêmio Bizz     | 1990 | Melhor Letrista Nacional (leitores)    | Renato Russo                       | Venceu        | [ 97 ] [ 98 ]   |
| Prêmio Bizz     | 1990 | Melhor Letrista Nacional (crítica)     | Renato Russo                       | 3º lugar      | [ 97 ] [ 98 ]   |
| Prêmio Bizz     | 1990 | Melhor Guitarrista Nacional (leitores) | Dado Villa-Lobos                   | 5º lugar      | [ 97 ] [ 98 ]   |
| Prêmio Bizz     | 1990 | Melhor Baterista Nacional (leitores)   | Marcelo Bonfá                      | 3º lugar      | [ 97 ] [ 98 ]   |
| Prêmio Bizz     | 1991 | Melhor Música Nacional (leitores)      | "Pais e Filhos"                    | Venceu        | [ 99 ] [ 100 ]  |
| Prêmio Bizz     | 1991 | Melhor Grupo (crítica)                 | Legião Urbana                      | 5º lugar      | [ 99 ] [ 100 ]  |
| Prêmio Bizz     | 1991 | Melhor Grupo (leitores)                | Venceu                             |               | [ 99 ] [ 100 ]  |
| Prêmio Bizz     | 1991 | Melhor Vocalista (crítica)             | Renato Russo                       | 3º lugar      | [ 99 ] [ 100 ]  |
| Prêmio Bizz     | 1991 | Melhor Letrista Nacional (leitores)    | 2º lugar                           |               | [ 99 ] [ 100 ]  |
| Prêmio Bizz     | 1991 | Melhor Show Nacional (crítica)         | Legião Urbana                      | 5º/6º lugar   | [ 99 ] [ 100 ]  |
| Prêmio Bizz     | 1991 | Melhor Show Nacional (leitores)        | Legião Urbana                      | Venceu        | [ 99 ] [ 100 ]  |
| Prêmio Bizz     | 1992 | Melhor Grupo Nacional (leitores)       | Legião Urbana                      | Venceu        | [ 101 ] [ 102 ] |
| Prêmio Bizz     | 1992 | Melhor LP Nacional (leitores)          | V                                  | Venceu        | [ 101 ] [ 102 ] |
| Prêmio Bizz     | 1992 | Melhor Música Nacional (leitores)      | "O Teatro dos Vampiros"            | Venceu        | [ 101 ] [ 102 ] |
| Prêmio Bizz     | 1992 | Melhor Vocalista Nacional (crítica)    | Renato Russo                       | 10º/11º lugar | [ 101 ] [ 102 ] |
| Prêmio Bizz     | 1992 | Melhor Vocalista Nacional (leitores)   | Renato Russo                       | Venceu        | [ 101 ] [ 102 ] |
| Prêmio Bizz     | 1992 | Melhor Letrista Nacional (crítica)     | Renato Russo                       | 5º lugar      | [ 101 ] [ 102 ] |
| Prêmio Bizz     | 1992 | Melhor Letrista Nacional (leitores)    | Renato Russo                       | Venceu        | [ 101 ] [ 102 ] |
| Prêmio Bizz     | 1992 | Melhor Capa Nacional (leitores)        | V                                  | 3º lugar      | [ 101 ] [ 102 ] |
| Prêmio Bizz     | 1993 | Melhor Grupo Nacional (leitores)       | Legião Urbana                      | 2º lugar      | [ 103 ]         |
| Prêmio Bizz     | 1993 | Melhor Show Nacional (leitores)        | Legião Urbana                      | 4º lugar      | [ 103 ]         |
| Prêmio Bizz     | 1993 | Melhor Letrista Nacional (leitores)    | Renato Russo                       | 4º lugar      | [ 103 ]         |
| Prêmio Bizz     | 1994 | Melhor Grupo Nacional (leitores)       | Legião Urbana                      | 3º lugar      | [ 104 ]         |
| Prêmio Bizz     | 1994 | Melhor Disco Nacional (leitores)       | O Descobrimento do Brasil          | 4º lugar      | [ 104 ]         |
| Prêmio Bizz     | 1994 | Melhor Disco Nacional (crítica)        | O Descobrimento do Brasil          | 4º lugar      | [ 104 ]         |
| Prêmio Bizz     | 1994 | Melhor Música Nacional (leitores)      | "Perfeição"                        | Venceu        | [ 104 ]         |
| Prêmio Bizz     | 1994 | Melhor Música Nacional (crítica)       | "Perfeição"                        | 2º lugar      | [ 104 ]         |
| Prêmio Bizz     | 1994 | Melhor Clip Nacional (leitores)        | "Perfeição"                        | 2º lugar      | [ 104 ]         |
| Prêmio Bizz     | 1994 | Melhor Clip Nacional (crítica)         | "Perfeição"                        | 3º lugar      | [ 104 ]         |
| Prêmio Bizz     | 1994 | Melhor Vocalista Nacional (leitores)   | Renato Russo                       | Venceu        | [ 104 ]         |
| Prêmio Bizz     | 1994 | Melhor Vocalista Nacional (crítica)    | Renato Russo                       | 4º lugar      | [ 104 ]         |
| Prêmio Bizz     | 1994 | Melhor Letrista Nacional (leitores)    | Renato Russo                       | 2º lugar      | [ 104 ]         |
| Prêmio Bizz     | 1994 | Melhor Letrista Nacional (crítica)     | Renato Russo                       | 2º/3º lugar   | [ 104 ]         |
| Prêmio Bizz     | 1995 | Melhor Grupo Nacional (leitores)       | Legião Urbana                      | 2º lugar      | [ 105 ]         |
| Prêmio Bizz     | 1995 | Melhor Show Nacional (leitores)        | Legião Urbana                      | Venceu        | [ 105 ]         |
| Prêmio Bizz     | 1995 | Melhor Vocalista Nacional (leitores)   | Renato Russo                       | Venceu        | [ 105 ]         |
| Prêmio Bizz     | 1995 | Melhor Vocalista Nacional (crítica)    | Renato Russo                       | 3º lugar      | [ 105 ]         |
| Prêmio Bizz     | 1995 | Melhor Letrista Nacional (leitores)    | Renato Russo                       | Venceu        | [ 105 ]         |
| Prêmio Sharp    | 1988 | Melhor Grupo de Pop / Rock             | Legião Urbana                      | Venceu        | [ 106 ]         |
| Prêmio Sharp    | 1994 | Melhor Grupo de Pop / Rock             | Legião Urbana                      | Venceu        | [ 106 ]         |
| Troféu Imprensa | 1987 | Melhor Conjunto Musical                | Legião Urbana                      | Indicado      | [ 107 ]         |
| Troféu Imprensa | 1987 | Melhor Música                          | ""Índios""                         | Indicado      | [ 107 ]         |
| Troféu Imprensa | 1988 | Melhor Conjunto Musical                | Legião Urbana                      | Indicado      | [ 107 ]         |
| Troféu Imprensa | 1989 | Melhor Conjunto Musical                | Legião Urbana                      | Indicado      | [ 107 ]         |
| Troféu Imprensa | 1990 | Melhor Conjunto Musical                | Legião Urbana                      | Indicado      | [ 107 ]         |
| Troféu Imprensa | 1991 | Melhor Conjunto Musical                | Legião Urbana                      | Indicado      | [ 107 ]         |
| Troféu Imprensa | 1991 | Melhor Música                          | "Pais e Filhos"                    | Indicado      | [ 107 ]         |
| Troféu Imprensa | 1992 | Melhor Conjunto Musical                | Legião Urbana                      | Venceu        | [ 107 ]         |
| Troféu Imprensa | 1994 | Melhor Conjunto Musical                | Legião Urbana                      | Indicado      | [ 107 ]         |

Notas
1. ↑  No ano de 1986, os críticos não votaram na Melhor Música de 1985.
2. ↑  No ano de 1987, os críticos não votaram na Melhor Música. de 1986
3. ↑  Empatada com "Não Me Mande Flores", de DeFalla.
4. ↑  Empatado com Amigos Invisíveis, de Edgard Scandurra.
5. ↑  Empatada com "Flores", de Titãs.
6. ↑  Empatada com '"Estrangeiro", de Caetano Veloso.
7. ↑  Empatados com Margareth Menezes.
8. ↑  Empatado com Edu K, do DeFalla.
9. ↑  Empatado com Chico Science.